# Пиражуба
Пиражуба (порт. Pirajuba) — муниципалитет в Бразилии, входит в штат Минас-Жерайс. Составная часть мезорегиона Триангулу-Минейру-и-Алту-Паранаиба. Входит в экономико-статистический микрорегион Фрутал. Население составляет 2467 человек на 2006 год. Занимает площадь 331,793 км². Плотность населения — 7,4 чел./км².

## История
Город основан 12 декабря 1954 года. 

## Статистика
- Валовой внутренний продукт на 2003 год составляет 68 554 708,00 реалов (данные: Бразильский институт географии и статистики).
- Валовой внутренний продукт на душу населения на 2003 год составляет 26 438,38 реалов (данные: Бразильский институт географии и статистики).
- Индекс развития человеческого потенциала на 2000 год составляет 0,786 (данные: Программа развития ООН).

## География
Климат местности: тропический.